# 娘子关战役
娘子關战役為太原会战系列战役之一，也是抗日战争早期的大型戰役之一。地點是在中國戰略要點太行山娘子關，该关口位于山西与河北交界之处。
起始時間為1937年10月6日。攻擊部隊為日軍川岸文三郎率領的關東軍第20師團。正面守軍為中國孫連仲第26路军與曾萬鍾率領的第3军。
激戰於河北井陘雪花山，原杨虎城部十七路军缩编后的國民革民軍17師（师长赵寿山）傷亡超過千人，最後雪花山失守，國軍再退。其中，一０二團長張世俊貽誤軍機，遭國軍處決。
10月8日－10月22日，日軍於關外被國民革命軍包圍，10月23日日軍第109師團前來解圍，10月26日，日軍攻陷娘子關。
參與此戰役的日軍第20師團於先前河北作戰與本役以及之後的太原保衛戰傷亡減員狀況極為嚴重，以至於1938年1月日軍鐵道運輸單位仍需要輸送2,316名補充人員至該師團以補充大量缺額（重傷致殘者以外的傷兵應不在補充範圍內）。